# Рахівська районна лікарня
Комунальне некомерційне підприємство «Рахівська районна лікарня» Рахівської міської ради — заклад охорони здоров'я у місті Рахів Закарпатської області. Директор — Володимир Симулик.
У складі закладу працюють:
- Стаціонар на 233 ліжок
- Відділення екстреної невідкладної медичної допомоги
- Поліклінічне відділення
- Консультативний підрозділ
- Лікувально-діагностичний підрозділ
- Рентгенологічний кабінет
- Клініко-діагностична лабораторія
- Фізіотерапевтичне відділення
- Стоматологічне відділення
- Жіноча консультація
- Кабінет «Довіра»
- Відділення переливання крові
- Паталого-анатомічний відділ

та інші підрозділи.
КНП «Рахівська районна лікарня» неодноразово приймало благодійну допомогу від різних організацій: у 2020 році медичну апаратуру та костюми біологічного захисту передала філія ГПУ «Львівгазвидобування», у 2022 благодійний фонд «Наша паляниця» передав функціональні ліжка, ортопедичні матраци, меблі та візочки тощо.
У травні 2021 року відкрили відділення екстреної медичної допомоги; серед закупленого обладнання — система рентгенівської комп'ютерної томографії всього тіла Supria, система рентгенографічна Perform-X, ультразвукова система СХ50.
Запланований спільний проєкт «Розвиток послуг медичної та соціальної реабілітації населення в межах румунсько-української прикордонної території — MedSocioRehab» передбачає будівництвоо водного реабілітаційного центру, де реабілітація контролюватиметься лікарями Рахівської районної лікарні.
У серпні 2022 року Держаудитслужба в Закарпатській області повідомила про виявлені порушень фінансової та бюджетної дисципліни закладу на загальну суму 947,84 тис. грн, які усунуто в повному обсязі.
У червні 2022 року у Твіттері з'явився жартівливий акаунт Рахівської районної лікарні, з медичними жартами і порадами.